# Callopanchax huwaldi
Espèce
Callopanchax huwaldi (anciennement Roloffia huwaldi) est une espèce de poissons cyprinodontiformes de Sierra Leone.

## Référence
- Berkenkamp & Etzel : Description provisoire de Roloffia huwaldi spec. nov. Killi-contract: périodique bimestriel / Association Killiphile Francophone de Belgique 8-5 pp 1-19.